# Pape Seydou Diop
Pour les articles homonymes, voir Diop.
Pape Seydou Diop est un footballeur international sénégalais né le 12 janvier 1979 à Diourbel. Il évoluait au poste de milieu de terrain.

## Biographie
Il est sélectionné à trois reprises en équipe nationale en 2000. Il inscrit son unique but international le 16 juin 2000, face à l'Algérie, lors du premier match des éliminatoires du mondial 2002 (1-1).
En club, Pape Seydou Diop évolue en France, en Angleterre, en Suisse, et en Roumanie.
Il joue un seul match en Division 1 lors de son passage au Racing Club de Lens. En Suisse, il joue 15 matchs de Super League.